# Аникин, Сергей Анатольевич
Серге́й Анато́льевич Ани́кин (1973—2000) — командир отделения роты патрульного собаководства муниципального полка ППС города Воронежа, старший сержант милиции. Герой Российской Федерации (2000, посмертно).

## Биография
Сергей Аникин родился 28 апреля 1974 года в селе Озёрки Бутурлиновского района Воронежской области в русской семье. После школы Аникин окончил профессионально-техническое училище и был призван в ряды Российских Вооружённых сил. Срочную службу Сергей Аникин проходил в Московской области, а в декабре 1993 года поступил на службу в органы внутренних дел. В последующие шесть лет Аникин служил сначала в качестве стажёра, потом — милиционера роты патрульно-постовой службы, после чего работал милиционером-кинологом, в итоге дослужившись до звания командира отделения. С 8 декабря 1999 года по 14 января 2000 года Аникин выполнял специальные задачи в Чеченской республике.
В ночь с 13 на 14 января 2000 года банда боевиков предприняла попытку захватить здание Ачхой-Мартановского райотдела. В ту ночь Сергей Аникин нёс дежурство в составе патрульной группы на БРДМ, контролируя соблюдение комендантского часа в населённом пункте. В это время боевики начали массированый обстрел здания райотдела из автоматов и гранатомётов. Боевая машина, в которой находился Аникин, попала под огонь. В первые секунды Аникин получил тяжёлое ранение, но, несмотря на это, открыл ответный огонь, сковав действия боевиков и тем самым обеспечив вступление в бой своих товарищей.
Милиционеры вели бой с превосходящими силами противниками больше получаса. В ходе боя были серьёзно ранены ещё два сослуживца Аникина. Прибытие подкрепления — милиционеров Кабардино-Балкарского полка патрульно-постовой службы милиции окончательно решило его исход в пользу защищавшихся. Спустя 30 минут после окончания боя от полученных ран Сергей Аникин скончался.
Указом Президента Российской Федерации № 1374 от 26 июля 2000 года старшему сержанту милиции Аникину Сергею Анатольевичу было присвоено звание Героя Российской Федерации посмертно.

## Память
- В 2012 году школе в селе Озёрки было присвоено имя Сергея Аникина. В школе создан стенд памяти Аникина.
- В мае 2015 года на Аллее Героев в Бутурлиновке был установлен бюст Сергея Аникина.
- В микрорайоне Шилово города Воронежа одна из улиц была названа в честь Сергея Аникина.